# Яровенко Ганна Петрівна
Яровенко Ганна Петрівна — український режисер, оператор, акторка. Член Національної спілки кінематографістів України. Член Української кіноакадемії

## Біографічні відомості
Народилася 19 липня 1974 р. у Києві в сім'ї кінематографістів.  
Освіта:
• 1991—1996 — Київський національний університет ім. Тараса Шевченка.  Інститут журналістики.
• 1994—1999 — Київський державний інститут театрального мистецтва ім. Карпенка-Карого Факультет кіно і телебачення.
 Основні професії: режисер, сценарист, також працювала в якості журналіста, актриси, редактора, оператора, режисера монтажу, виконавчого продюсера.
• З 2000 року — член Національної Спілки кінематографістів України.
• З 2016 року — член Української кіноакадемії.
• https://dzygamdb.com/uk/mine/profile
ДОСВІД РОБОТИ:
- 2022—2025 Авторський документальний фільм «Голос мами», автор сценарію, режисер, оператор,
- 2024—2025 Інструктор з арттерапії, Польський Червоний хрест в Млаві,
- 2024—2025 Режисер-постановник аматорського театру Pakamera в Будинку культури Рацьонжу,
- 2023—2025 Дитяча студія «Райське яєчко» в Млаві, фільми — казки:  «Курочка ряба», «Ледачий горщик», «Язиката Феська», «Як пан по-німецькому говорив», «Легенди Млави», режисер, оператор,
- 2022—2024 Світлиця Святого Миколая в Млаві, викладач,
- 2023 Концерт гурту «Хорея Козацька», оператор,

- 2023 Мазовецький інститут культури, Варшава. Документальний фільм — репортаж «Оповідачі і їх історії», автор, режисер, оператор;

- 2023 Мерія міста Млава, Польща, Фільм-колаж «Млава пам'ятає», автор, режисер.

- 2020 Студія Film.ua; Ігровий серіал «Відважні», режисер-постановник.
- 2019 Студія Film.ua; Ігровий серіал «Жіночий лікар» (4сезон), режисер.
- 2019 Студія Спейспродакшин, пілот серіалу «Сліпа», режисер.
- 2018 Канал 1+1; Ігровий серіал «Дві матері», режисер.
- 2010—2016 Канал 1+1; Ігрові серіали «Сімейні драми», «Сімейні мелодрами», «Клініка»; Реаліті «Мамо, я одружуюсь», режисер, актриса.
- 2013—2014 Студія «Укркінохроніка», Міністерство культури і мистецтв України. Документальний фільм «Вільні люди». Автор сценарію, режисер, оператор.
- 2013 Канал 1+1 Документальний фільм «Жінка — банкомат», Режисер.
- 2010 Канал 1+1 Телепрограма «Міняю жінку», Режисер
- 2009 Студія Кінематографіст, (Київ), Документальний фільм «Святослав Гординський. Штрихи до портрету». Автор сценарію.
- 2008—2018 Кіностудія Мальва (Легедзине), ігровий фільм «Чорний козак», волонтер, помічник режисера-постановника, актриса.
- 2008 Містичні казки. Збірка «Семикнижье Украиново», (Омськ), автор
- 2007—2008 Київська регіональна телерадіокомпанія. Головний режисер відділу виробництва документальних фільмів. Науково-популярний фільм «Життя Софії». 2 серії, (Київ), автор сценарію, режисер, оператор, виконавчий продюсер.
- 2007 Українська народна партія. Документальний фільм «Пані Марія», (Київ). Автор сценарію, режисер.
- 2007 Українська студія хронікально-документальних фільмів (Київ). Документальний фільм «Фієста». Режисер, автор сценарію.
- 2007 Студія «Фішка-фільм» (Москва), документальний фільм «Сад для коханої». Автор сценарію, співрежисер, оператор, виконавчий продюсер.
- 2007 Студія «Кінопроба» (Москва) ігровий фільм «Життя зненацька». Співавтор сценарію.
- 2006—2009 Державний історико-культурний Заповідник «Трипільська культура». PR Організатор виставок, фотограф.
- 2006 Телеканал «ICTV», телевізійний проект «Фабрика краси».  Режисер.
- 2006 Кіностудія «FM Films», ігровий фільм «Las Meninas». Головна роль — Донька.
- 2005—2006 Студія «Інтерфільм», Міністерство культури і мистецтв України «Вероніка і саксофон». Режисер монтажу.
- 2006 Студія «Інтерфільм», Міністерство культури і мистецтв України. Документальний фільм «Наш Авалон».

Автор сценарію, режисер.
- 2006 Народна партія України Ю.Костенка, документальний фільм «Прості речі», Автор сценарію, режисер, виконавчий продюсер.
- 2004 ГО «Західноєвропейський інститут», Міністерство культури і мистецтв України. Документальний фільм «Кіноманія». Автор сценарію, режисер, оператор.
- 2003 Телевізійна науково-популярна програма «Шукачі», серія: «Атлантида на берегах Дніпра», Телекомпанія «Цивілізація» для телеканалу ОРТ, Москва. Автор сценарію, дизайн костюмів.
- 2003 Науково-популярний фільм «Трипільський світ». Київ, (у роботі, не змонтований). Автор сценарію, режисер.
- 2000—2004 Студія документальних фільмів «ВЕРТОВ і Ко» (Москва).
  -  Проекти:
    - документальний фільм «Горбачов. Після імперії» 2 серії;
    - документальний фільм «Вікна»;
    - документальний серіал «Росія — початок» 17 серій. Режисер монтажу.
    - Документальний цикл «Портрети епохи»: серія «Федір Хітрук», серія «Борис Васильєв». Автор сценарію, режисер.
    - Документальний фільм «Чи полетять росіяни до зірок?» Автор сценарію, режисер
- 1998—1999 Громадська організація «Інтерньюз-Україна». Відділ телевізійних проектів. Щотижнева публіцистична телепрограма «Метрополітен»  (ефір на телеканалі 1+1).

журналіст, режисер
- 1999 Дипломний документальний фільм «Жив собі дід Савочка». Автор сценарію, режиссер, оператор
- 1998 Документальний фільм «Бал Господенъ». Автор сценарію, режиссер, оператор
- 1996—1997 Громадська організація «Інтерньюз-Україна». Відділ телевізійних проектів. Студентський телеальманах «Майстерня», (випуски: «Державні діти», «Многії літа», «Собачий вальс»). Журналіст, режисер.
- 1993 Українська студія хронікально-документальних фільмів.  Документальний фільм «Українське весілля».

Автор сценарію.
- 1992—1993 Національна телевізійна компанія України. Творчо-виробниче об‘єднання «Українські телевізійні новини».  Програми: УТН, «За Київським часом». Кореспондент.
- 1987—1992 Дитячі періодичні видання, журнали: «Піонерія», «Однокласник». Кореспондент.

## Фільмографія
1. Фільми — казки: «Колосок», «Язиката Феська» (автор, режисер, оператор, Кіностудія «Райське яєчко», Млава, Польща, 2024;
2. Фільми — казки: «Курочка Ряба», «Ледачий горщик».(автор, режисер, оператор), Кіностудія «Райське яєчко», Млава, Польща, 2023;
3. Документальний фільм — репортаж «Оповідачі і їх історії».(автор, режисер, оператор), Мазовецький інститут культури, Варшава, 2023;
4. Фільм-колаж «Млава пам'ятає», (автор, режисер). Мерія міста Млава, Польща, 2023;
5. Документальний фільм «Вільні люди», (автор, режисер), 68’, 2014;
6. Документальний фільм «Жінка — банкомат», (режисер), 44’, 2013;
7. Ігрові серіали: «Відважні», «Коханці, За вікном», «Жіночий лікар», «Дві матері», «Сліпа», «Сімейні драми», «Сімейні мелодрами», «Клініка», (режисер), 2010—2020
8. Ігровий фільм «Чорний козак», (волонтер, помічник режисера-постановника, актриса), 2008—2018
9. Реаліті «Мамо, я одружуюсь» (режисер), 2009; Реаліті «Фабрика краси» (режисер), 2006,
10. Телепрограма «Міняю жінку», (режисер), 2010;
11. Документальний фільм «Святослав Гординський. Штрихи до портрету» (автор сценарію) 52’, 2009;
12. Науково-популярний фільм «Життя Софії» (автор, оператор, режисер) 2 серії , 44’,2008;
13. Документальний фільм «Фієста» (автор і режисер), 30’, 2007;
14. Документальний фільм «Сад для любимой» (автор і режисер), 44’, 2007;
15. Ігровий фільм «Las Meninas» (головна роль — Донька), 90’, 2006—2007;
16. Ігровий фільм «Життя зненацька» (співавтор сценарію), 90’, Кіностудія «Кіно проба», Москва, 2005—2006;
17. Документальний фільм «Прості речі» (автор сценарію, режисер), Українська народна партія, 2005;
18. Документальний фільм «Наш Авалон» (автор і режисер), 30’, Студія «Інтерфільм», Київ, 2005;
19. Телевізійна програма «Шукачі, Атлантида на берегах Дніпра» (автор сценарію), 30’, Телекомпанія «Цивілізація» для телеканалу ОРТ, Москва 2005;
20. Документальний фільм «Вероніка і саксофон» (режисер монтажу), 26’/52’,Студія «Інтерфільм», Київ, 2005;
21. Документальний фільм «Кіноманія» (автор сценарію, режисер, оператор), ГО «Західно-Європейський інститут», Міністерство культури і мистецтв України, 2004.
22. Документальний фільм" Портрети епохи. Федір Хітрук", одна серія, 44‘. Автор сценарію, режисер, відеомонтажер. Студія «Вертов і Ко» (Москва) для каналу РТР (Росія), 2002;
23. Документальний фільм «Портрет епохи. Борис Васильєв», одна серія, 44‘. Автор сценарію, режисер, відеомонтажер. Студія «Вертов і Ко» (Москва) для каналу РТР(Росія), 2002.
24. Документальний серіал «Росія — початок», 17 серій, тривалість одного фільму — 26‘. Режисер монтажу. Студія «Вертов і Ко» (Москва) для каналу РТР (Росія), 2000—2001;
25. Документальний фільм «Вікна», одна серія, 26; Режисер монтажу. Студія «Вертов і Ко» (Москва) для каналу АРТе (Німеччина), 2001;
26. Документальний фільм «Горбачов. Після імперії», 2 серії, тривалість одного фільму –52. Режисер монтажу. Студія «Вертов і Ко» (Москва), для каналу РТР (Росія).
27. Документальний фільм «Чи полетять росіяни до зірок?», одна серія, 52‘. Режисер. Студія «Вертов і Ко» (Москва) для каналу РТР(Росія), 2000;
28. Телепрограма «Метрополітен», режисер, 1998—1999.
29. Документальний фільм «Жив собі дід Савочка», 1999. Автор сценарію, режисер, оператор;
30. Документальний фільм «Бал Господенъ», 1998. Режисер, оператор;.
31. Документальний фільм «Українське весілля» (автор сценарію), Українська студія хронікально-документальних фільмів, 1993;

## Роботи демонструвалися та були відзначені
- на Міжнародному кіно-форумі слов'янських і православних народів, приз «Бронзового витязя» — «Майстерня», випуск «Многії літа». Київ, Україна, 1998;
- на Фестивалі телевізійної академії «Золота ера», номінант серед публіцистичних програм — «Метрополітен», випуск «Агресія».  Київ, Україна, 1999;
- на Фестивалі «Відкрита ніч», переможець конкурсу Професійного кіно — «Метрополітен», випуск «Театр». Київ, Україна, 1999;
- на Міжнародній конференції «INPUT» (Телебачення в інтересах суспільства), учасник — «Метрополітен», випуск «Театр». Галіфакс, Канада, 2000;
- на Міжнародному кінофорумі слов'янських і православних народів «Золотий витязь» демонструвався фільм «Жив собі дід Савочка». Москва, Росія, 2000;
- на Міжнародній конференції «INPUT»;  учасник — фільм «Жив собі дід Савочка». Москва, Росія, 2000;
- на кінофестивалі дому Ханжонкова «Любити кіно!» фільм «Портрети епохи. Федір Хітрук» отримав бронзову медаль Люм‘єрів. Москва, Росія, 2002;
- на кінофестивалі «Відкрита ніч», переможець конкурсу Професійного кіно — «Кіноманія». Київ, Україна, 2004.
- На міжнародному фестивалі історичного документального кіно, номінація «Найкраща режисура»: фільм «Вільні люди», Київ, Україна, 2015.
- На міжнародному фестивалі «Місто мрії», номінація повнометражне кіно, третя премія, фільм «Вільні люди», Рівне, 2016.

## Серіали, реаліті та документальні фільми Ганни Яровенко та посилання на них
- Ігровий серіал: «Жіночий лікар», режисер 4 сезону [Архівовано 21 квітня 2021 у Wayback Machine.]
- [Ігровий серіал: «Дві матері», режисер 1 сезону]
  - https://www.youtube.com/results?search_query=дві+матері [Архівовано 21 квітня 2021 у Wayback Machine.]
  - https://www.facebook.com/anatolii.gnatjuk/videos/866297843578023 [Архівовано 21 квітня 2021 у Wayback Machine.]
- Документальний фільм «Вільні люди», (автор, режисер), 68’, 2014;
  - Фільм: https://www.youtube.com/watch?v=LhXTQgTej5Q&t=224s [Архівовано 21 квітня 2021 у Wayback Machine.]
  - Сторінка фільму у фейсбук https://www.facebook.com/Вільні-ЛЮДИ-316679325194487/преса
  - https://ktm.ukma.edu.ua/show_content.php?id=1765 [Архівовано 3 листопада 2018 у Wayback Machine.]
  - http://old.phm.gov.ua/fieldseftitle-135 [Архівовано 21 квітня 2021 у Wayback Machine.]
  - https://www.cutinsight.com/ua/anna_yarovenko_i_rokovoe_kobzarstvo/ [Архівовано 21 квітня 2021 у Wayback Machine.]
  - https://zik.ua/news/2015/04/28/na_festyvali_dokumentalnogo_kino_u_kyievi_polovynu_nagorod_zdobuly_strichky_z_latvii_585244
  - https://novadoba.com.ua/13321-v-udpu-pokazaly-film-vilni-lyudy.html [Архівовано 15 лютого 2018 у Wayback Machine.]
  - https://www.0362.ua/afisha/8486/vilni-ludi [Архівовано 21 квітня 2021 у Wayback Machine.]
  - https://te.20minut.ua/kul-tura/vilnih-lyudey-pokazali-v-ternopoli-10438203.html [Архівовано 21 квітня 2021 у Wayback Machine.]
- Цикл кобзарських та лірницьких пісень, волонтерський авторський проект, (режисер), 2004
  - Відео: https://www.youtube.com/watch?v=jwylaNZHugU [Архівовано 21 квітня 2021 у Wayback Machine.]
  - https://www.youtube.com/watch?v=h5zjeZ53rWk&t=14s [Архівовано 21 квітня 2021 у Wayback Machine.]
  - https://www.youtube.com/watch?v=Hbua9zVvGSY [Архівовано 21 квітня 2021 у Wayback Machine.]
  - https://www.youtube.com/watch?v=6Zl7g1m5LSc [Архівовано 21 квітня 2021 у Wayback Machine.]
  - https://www.youtube.com/watch?v=2XOvhd4KVtI&t=22s [Архівовано 21 квітня 2021 у Wayback Machine.]
- Документальний фільм «Жінка — банкомат», (режисер), 44’, 2013;
  - Фільм https://www.youtube.com/watch?v=pTEVYtcsVuc [Архівовано 21 квітня 2021 у Wayback Machine.]
  - Анонс фільму https://www.youtube.com/watch?v=k2GgKPBy6kE [Архівовано 21 квітня 2021 у Wayback Machine.]
  - преса
    - https://ukr-parafia-roma.it/notizie-ucraini-a-roma-ucraini-in-italia-oli/364-zhinka-bankomat-film-pro-zarobitchanok-v-italii.html
    - https://detector.media/rinok/article/84331/2013-08-22-na-ziomkakh-filmu-zhinka-bankomat-dlya-kanalu-11-geroinyam-ne-platili-groshei/
- Документальний фільм «Фієста» (автор і режисер), 30’, 2007;
  - преса
    - https://dt.ua/CULTURE/zapasitsya_terpinnyam__rezhiser-dokumentalist_ganna_yarovenko_schob_vryatuvati_kartinu,_inodi_dovodi.html
    - https://zik.ua/news/2008/05/10/premiera_filmu_fiiesta_ganny_yarovenko_vidbudetsya_u_kyivskiy_knygarni_ye_135672
    - https://ktm.ukma.edu.ua/show_content.php?id=807 [Архівовано 9 грудня 2017 у Wayback Machine.]
- Документальний фільм «Наш Авалон» (автор і режисер), 30’, Студія «Інтерфільм», Київ, 2005;
  -     - https://ua.kinorium.com/757087/video/ [Архівовано 21 квітня 2021 у Wayback Machine.]
- Документальний фільм «Кіноманія» (автор сценарію, режисер, оператор), ГО «Західно-Європейський інститут», Міністерство культури і мистецтв України, 2004.
  - Фільм: https://www.youtube.com/watch?v=sFOhPe0ryRc&t=116s [Архівовано 21 квітня 2021 у Wayback Machine.]
  - преса
    - https://dt.ua/CULTURE/doba_geroyiv_ne_minula.html//
    - https://detector.media/community/article/3237/2004-05-12-lyubov-jeto-kinomaniya/
    - https://www.umoloda.kiev.ua/number/179/164/6184/ [Архівовано 21 квітня 2021 у Wayback Machine.]
    - https://www.kinokolo.ua/news/1125/ [Архівовано 21 квітня 2021 у Wayback Machine.]
- Документальний фільм «Портрети епохи. Федір Хітрук»
  - https://www.culture.ru/movies/2913/portrety-epokhi-fyodor-khitruk [Архівовано 21 квітня 2021 у Wayback Machine.]
- Документальний фільм «Чи полетять росіяни до зірок?»
  - https://www.youtube.com/watch?v=l4Vm22kPpiY [Архівовано 21 квітня 2021 у Wayback Machine.]
- Ігровий фільм «Життя зненацька»
  - https://www.ivi.ru/watch/109891 [Архівовано 18 серпня 2020 у Wayback Machine.]
- «Сімейні драми», «Сімейні мелодрами» режисер 1-6 сезонів
  - https://www.youtube.com/results?search_query=сімейні+мелодрами [Архівовано 21 квітня 2021 у Wayback Machine.]
- «Клініка» режисер 1 сезону
  - https://www.youtube.com/watch?v=qw0Vf1-lh3w&list=PLzg4Ge9VHZEzBMDSDW1654BjrBKXplLa3 [Архівовано 21 квітня 2021 у Wayback Machine.]
- Реаліті «Мамо, я одружуюсь» (режисер), 2009;
  - https://www.youtube.com/results?search_query=мамо+я+одружуюсь [Архівовано 21 квітня 2021 у Wayback Machine.]
- Реаліті «Фабрика краси» (режисер), 2006,
- Науково-популярний фільм «Життя Софії» (автор, оператор, режисер) 2 серії 44’,2008; Диплом, * * документальний фільм «Жив собі дід Савочка», 1999. Автор сценарію, режисер, оператор;
  - Фільм https://www.youtube.com/watch?v=JAAYmRH1D6Y [Архівовано 21 квітня 2021 у Wayback Machine.]

## Ролі у кіно
- Головна роль (Донька) у фільмі Las Meninas, режисер Ігор Подольчак, MF Films, Україна, 2008